# Étangs Noirs (métro de Bruxelles)
 (janvier 2017).
Si vous disposez d'ouvrages ou d'articles de référence ou si vous connaissez des sites web de qualité traitant du thème abordé ici, merci de compléter l'article en donnant les références utiles à sa vérifiabilité et en les liant à la section « Notes et références ».
Étangs Noirs (en néerlandais : Zwarte Vijvers) est une station des lignes 1 et 5 du métro de Bruxelles située à Bruxelles, sur les communes de Koekelberg et Molenbeek-Saint-Jean.

## Situation
La station de métro se situe sous la place des Étangs Noirs à Koekelberg et Molenbeek-Saint-Jean.
Elle est située entre les stations Beekkant et Comte de Flandre sur les lignes 1 et 5.

## Histoire
Station mise en service le 8 mai 1981.

## Service aux voyageurs

### Accès
La station compte deux accès :
- Accès no 1 : côté nord-est de la place (accompagné d'un escalator) ;
- Accès no 2 : côté ouest de la place (accompagné d'un escalator, et d'un ascenseur à proximité).

### Quais
La station est de conception classique avec deux voies encadrées par deux quais latéraux.

### Intermodalité
La station est desservie en journée par les lignes 13, 20 et 86 des autobus de Bruxelles par les lignes R29 et 620 (ligne de nuit) du réseau De Lijn et, la nuit, par la ligne N16 du réseau Noctis.

## Œuvre d'art
Sur le quai, on peut admirer l'œuvre de Jan Burssens, véritable fresque à l'huile représentant les Étangs Noirs (aujourd'hui relié à un collecteur d'égout) et qui jadis se trouvaient à l'emplacement de la station. Le quartier a fait l'objet d'un important contrat de quartier.

## À proximité

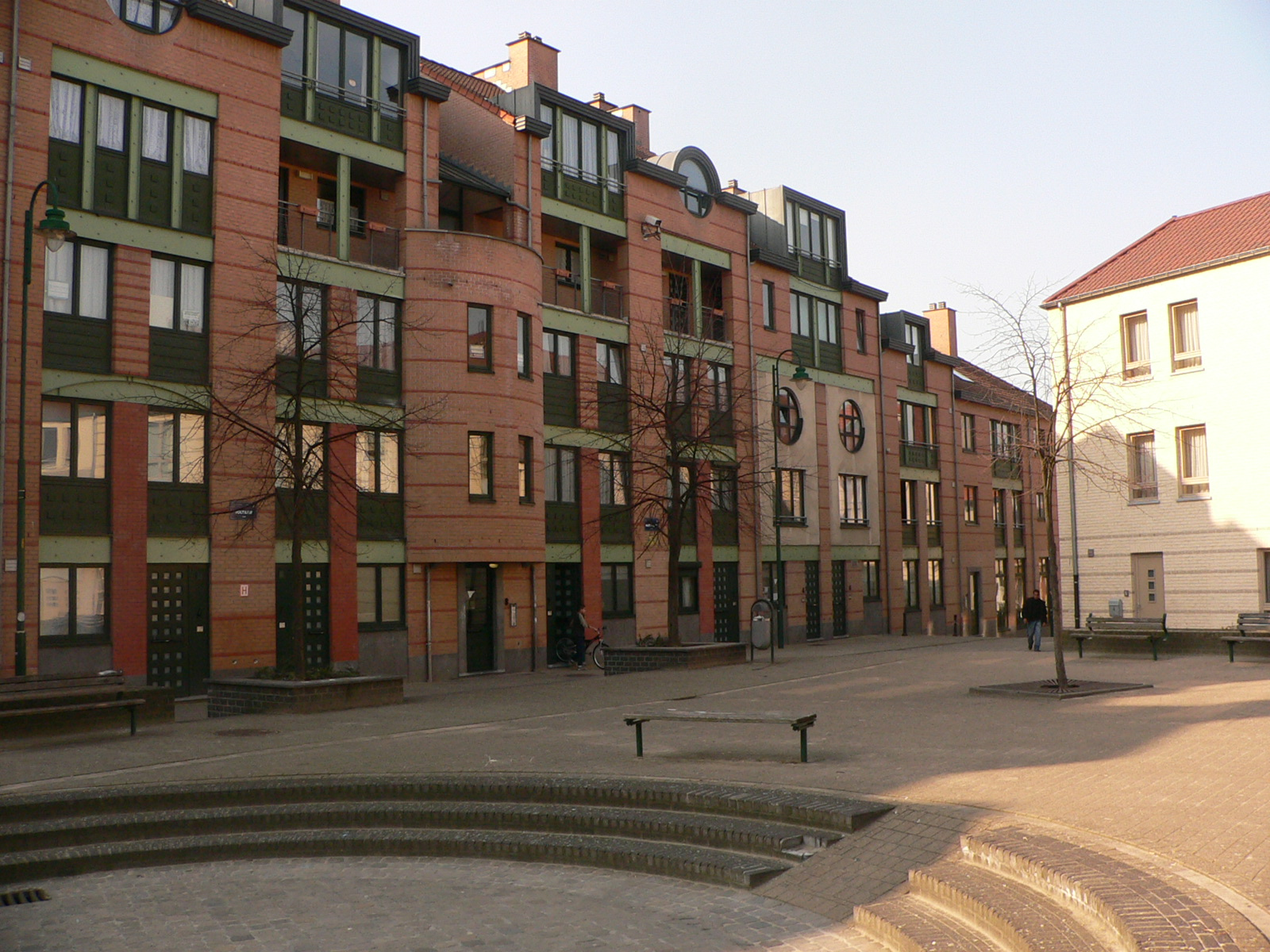
Rive Gauche - Cap Horn

- Rive Gauche (Bruxelles)